# マレク・ジャジリ
マレク・ジャジリ（Malek Jaziri, アラビア語: مالك الجزيري, ラテン文字転写: Mālik al-Jazīrī, 1984年1月20日 - ）は、チュニジア・ビゼルト出身の男子プロテニス選手。自己最高ランキングはシングルス42位、ダブルス73位。ATPツアーでの優勝はまだない。身長185cm。右利き、バックハンド・ストロークは両手打ち。2018年現在でチュニジアNo.1プレイヤー。

## 選手経歴

### 2011年 グランドスラム初出場
2011年全米オープンで予選を通過し、グランドスラム初出場を果たす。1回戦でティーモ・デ・バッカーに勝利し、2回戦進出。2回戦で世界ランク8位のマーディ・フィッシュに敗れた。

### 2012年 ツアー初のベスト4
2012年のクレムリン・カップではラジーブ・ラム、第3シードのビクトル・トロイツキ、ルカシュ・ロソルを破り、ベスト4進出。準決勝で第2シードのアンドレアス・セッピに敗れた。

### 2014年 ツアー500シリーズベスト8
2014年のドバイ・テニス選手権では500シリーズで初めてベスト8に進出。準々決勝で第7シードのフィリップ・コールシュライバーに敗れた。

### 2015年 グランドスラム3回戦進出
2015年全豪オープンでは初めてグランドスラム3回戦進出を果たす。3回戦で地元のニック・キリオスに敗れた。
同年のウィンストン・セーラム・オープンではジョアン・ソウザ、第4シードのビクトル・トロイツキ、第15シードのティムラズ・ガバシュビリ、第6シードのトマス・ベルッシに勝利し、ツアーで2度目のベスト4進出を果たす。準決勝で第2シードのケビン・アンダーソンに敗れた。

### 2016年 トップ50入り
2016年10月3日付の世界ランキングで50位となり、32歳でトップ50入りを果たす。

### 2017年 ツアー初の決勝進出
2017年全豪オープンでは2年ぶりに3回戦進出を果たす。3回戦でミーシャ・ズベレフに敗れた。
2018年は5月のイスタンブール・オープンで、2回戦で第1シードのマリン・チリッチに勝利するなど勝ち進み、ATPツアーで初の決勝進出を果たすも、決勝は同じくツアー初優勝が懸かったダニエル太郎に6-7(4), 4-6で敗れた。

## ATPツアー決勝進出結果

### シングルス: 1回 (0勝1敗)
| 大会グレード                            |
| グランドスラム (0-0)                    |
| ATPワールドツアー・ファイナル (0-0)     |
| ATPワールドツアー・マスターズ1000 (0-0) |
| ATPワールドツアー・500シリーズ (0-0)    |
| ATPワールドツアー・250シリーズ (0-1)    |

| サーフェス別タイトル |
| ハード (0–0)         |
| クレー (0-1)         |
| 芝 (0-0)             |
| カーペット (0-0)     |

| 結果   | No. | 決勝日       | 大会           | サーフェス | 対戦相手     | スコア      |
| ------ | --- | ------------ | -------------- | ---------- | ------------ | ----------- |
| 準優勝 | 1.  | 2018年5月6日 | イスタンブール | クレー     | ダニエル太郎 | 6–7(4), 4–6 |

## 4大大会シングルス成績
略語の説明
| W | F | SF | QF | #R | RR | Q# | LQ | A | Z# | PO | G | S | B | NMS | P | NH |

W=優勝, F=準優勝, SF=ベスト4, QF=ベスト8, #R=#回戦敗退, RR=ラウンドロビン敗退, Q#=予選#回戦敗退, LQ=予選敗退, A=大会不参加, Z#=デビスカップ/BJKカップ地域ゾーン, PO=デビスカップ/BJKカッププレーオフ, G=オリンピック金メダル, S=オリンピック銀メダル, B=オリンピック銅メダル, NMS=マスターズシリーズから降格, P=開催延期, NH=開催なし.
| 大会           | 2011 | 2012 | 2013 | 2014 | 2015 | 2016 | 2017 | 2018 | 2019 | 通算成績 |
| -------------- | ---- | ---- | ---- | ---- | ---- | ---- | ---- | ---- | ---- | -------- |
| 全豪オープン   | A    | LQ   | A    | LQ   | 3R   | 1R   | 3R   | 2R   | 1R   | 5–5      |
| 全仏オープン   | A    | 2R   | LQ   | LQ   | 1R   | 2R   | 1R   | 2R   | 1R   | 3–6      |
| ウィンブルドン | A    | 2R   | LQ   | 1R   | 1R   | 1R   | 1R   | 1R   | 1R   | 1–7      |
| 全米オープン   | 2R   | 1R   | LQ   | LQ   | 1R   | 1R   | 2R   | 1R   |      | 2–6      |